# Середня Весь (Люблінське воєводство)
Середня Весь (пол. Średnia Wieś) — село в Польщі, у гміні Жулкевка Красноставського повіту Люблінського воєводства.
Населення — 288 осіб (2011).
У 1975-1998 роках село належало до Замойського воєводства.

## Демографія
Демографічна структура станом на 31 березня 2011 року:
|          | Загалом | Допрацездатний вік | Працездатний вік | Постпрацездатний вік |
| -------- | ------- | ------------------ | ---------------- | -------------------- |
| Чоловіки | 132     | 24                 | 83               | 25                   |
| Жінки    | 156     | 19                 | 68               | 69                   |
| Разом    | 288     | 43                 | 151              | 94                   |